# Йорданово подрумиче
Йордановото подрумиче (Anthemis jordanovii) е многогодишно тревисто растение от семейство Сложноцветни. Той е критично застрашен вид, български ендемит, включен в Закона за биологичното разнообразие.
Видът е описан от ботаниците Николай Стоянов и Борис Ахтаров. Името му е дадено в чест на акад. Даки Йорданов. Видът расте по открити, сухи варовити скали и каменисти места. Популацията му е малочислена, а възобновяването по естествен път е ограничено. Разпространен е в Странджа на около 200 m н.в.
Представлява многогодишно сребристовлакнесто тревисто растение. Стъблата му са с височина 10 – 15 cm, сиво-зелени до сиви на цвят. В основата е с многобройни стерилни издънки. Приосновните листа са просто перести, на дълги тънки дръжки, дяловете са линейни или ланцетни. Средните и горните листа са прости и цели. Листата на стерилните издънки са двойно перести. Кошничките му са полукълбести – 10 – 12 mm в диаметър и единични. Обвивните листчета са бледожълти линейноланцетни до ланцетни, гъсто сребристо влакнести, островърхи, ясно килевидни и без ципест ръб. Езичестите цветове са бели, тръбестите многобройни, жълти. Съцветното легло е конично или удължено яйцевидно. Плодосемките са обратнопирамидални, на върха с асиметрична, до 0,3 mm висока коронка. Цъфти през юни – август, плодоноси – юли – август. Опрашва се от насекоми. Размножава се със семена и коренищни издънки.